# Deshayesites
Deshayesites is een uitgestorven geslacht van mollusken, dat leefde tijdens het Vroeg-Krijt.

## Beschrijving
Deze ammoniet had een evolute, afgeplatte schelp met een eenvoudige sculptuur, die was samengesteld uit golvende ribben, die zich verder verplaatsten naar de smalle, afgeronde buikzijde. De diameter van de schelp bedroeg ongeveer 4,5 cm.

## Leefwijze
Dit geslacht kon zich dankzij het gestroomlijnde profiel en de zwakke sculptuur zeer snel door het water verplaatsen.